# Kanton Noroy-le-Bourg
Noroy-le-Bourg is een voormalig kanton van het Franse departement Rhône. Het kanton maakte deel uit van het arrondissement Vesoul. Het werd opgeheven bij decreet van 17 februari 2014 met uitwerking op 22 maart 2015. Alle gemeenten werden toegevoegd aan het kanton Villersexel.

## Gemeenten
Het kanton Noroy-le-Bourg omvatte de volgende gemeenten:
- Autrey-lès-Cerre
- Borey
- Calmoutier
- Cerre-lès-Noroy
- Colombe-lès-Vesoul
- Colombotte
- Dampvalley-lès-Colombe
- La Demie
- Esprels
- Liévans
- Montjustin-et-Velotte
- Neurey-lès-la-Demie
- Noroy-le-Bourg (hoofdplaats)
- Vallerois-le-Bois
- Vallerois-Lorioz
- Villers-le-Sec